# Madres contra la droga
Madres contra la droga es un movimiento político y de activismo social activo en España desde los años ochenta, dedicado a través de varias organizaciones regionales a representar tanto a los drogadictos como a sus familiares, a servir de portavoces de los toxicómanos ante el Estado y la sociedad. Este movimiento fue principalmente activo durante la epidemia de heroína de los años 80. Las activistas del movimiento también fueron conocidas como "madres coraje".
Existen otros movimientos similares en otros países como la organización Madres contra el Paco en Argentina.

## Funciones
Las organizaciones que forman parte del movimiento tienen distintas vías de actuación como campañas de sensibilización sobre el uso de las drogas, manifestaciones, o denuncias de todo tipo. Las asociaciones sirven, además de como centros de activismo y grupos de presión, como centros de ayuda entre las personas afectadas por el tema de la droga, lugares de encuentro y de prestación de ayuda y asesoramiento.
Entre las principales reivindicaciones del movimiento se encuentra la creación y desarrollo de planes públicos contra las drogas, programas de desintoxicación y rehabilitación, creación de centros públicos de tratamiento y de servicios sanitarios específicos como el tratamiento con metadona, la adopción de medidas sociales para reconocer a los drogadictos como enfermos y no como delincuentes, planes de formación ocupacional y acciones de prevención como por ejemplo en centros educativos o barrios más vulnerables.

## Historia
El auge del narcotráfico en España en los años 80, y principalmente la entrada de la heroína en el mercado español tras la caída de la dictadura de Franco, propició que en diversas capitales de España se crearan asociaciones de familiares de adictos a las drogas. Estos familiares, en muchas ocasiones representados por las madres de estas personas drogodependientes, formaron un movimiento político basado en el activismo, centrado en las problemáticas tanto de las personas adictas como de su entorno. Este movimiento llegó a reunir a más de 10 000 personas en una manifestación en el centro de Madrid en 1987 convocada por varias asociaciones de todo el país como la Madres Unidas Contra la Droga.
Una de las primeras acciones realizadas por es colectivo de madres contra la droga de Galicia fue el de denunciar en una rueda de prensa en 1986 a diversos centros de distribución de drogas haciendo pública una lista con la lista de los 38 bares de Vigo donde se traficaba con heroína. También se han dedicado durante años a exponer las relaciones existentes entre las personas con poder político y el narcotráfico como el caso de la relación entre Núñez Feijóo y el narcotraficante Marcial Dorado.
En las manifestaciones a menudo se cantaba el lema «Drogas, no», o las madres llevaban impresas las fotos de sus hijos muertos y se las colgaban en el pecho. Una de las reivindicaciones principales del movimiento de las madres contra la droga fue la de pedir a las administraciones que la respuesta al problema de la drogadicción no fuera policial sino sanitaria. Entre las acciones que se llevaban a cabo se hicieron caceroladas, manifestaciones, acampadas en la vía pública, encierros, etc.

### Asociaciones
Entre las asociaciones que forman parte del movimiento se pueden encontrar la gallega Érguete, las madrileñas Madres Unidas Contra la Droga (Entrevías 1985) o la Asociación de Padres, Familiares y Amigos del Drogodependiente la Esperanza (1987).
La gallega Érguete, liderada durante tiempo por Carmen Avendaño, se creó en Vigo debido al alcance del uso de drogas duras como la heroína o la cocaína, gracias a que por los puertos de la región pasaba hasta el 80 % de la cocaína que llegaba a Europa.